# I Италийски легион
I Италийски легион (Legio I Italica) е създаден на 20 септември 67 г. от Нерон. Първоначалната му база е Лион. През 69 г. войниците от легиона се заклеват във вярност към претендента за император Вителий и тръгват с него срещу войските на Отон. Легионите на Отон са разбити в битката при Бедриак, в която I Италийски легион особено се отличава. Останал верен на Вителий, легионът е разбит през есента на 69 г. (заедно с ХХI легион Rapax) в битката при Кремона.
След като Веспасиан става император, I Италийски легион и V легион „Чучулигите“ (Legio V Alaudae) са изпратени като гарнизон в Мизия. Според запазени надписи той взема участие във войната с Дакия (при Траян); по времето на Марк Аврелий негово подразделение е изпратено в поход (вероятно срещу маркоманите) и през същата тази епоха обезпечава гарнизона в Херсонес Таврически.
През I век лагерът му е в Дуросторум (дн. Силистра), по-късно се премества в Нове (край дн. Свищов), където остава окончателно.
Гербът на I Италийски легион е глиган.